# جغناب عليا
جغناب عليا هي قرية في مقاطعة كليبر، إيران. عدد سكان هذه القرية هو 56 في سنة 2006.